# Megan Richards

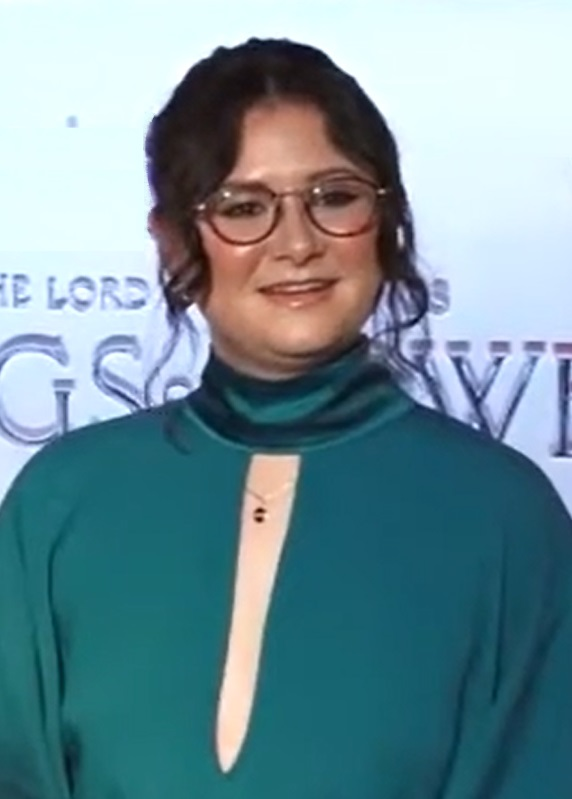
Megan Richards (2022)

Megan Richards (* 30. März 1999) ist eine britische Schauspielerin und Synchronsprecherin.

## Leben
Richards wurde am 30. März 1999 geboren. Ihr Fernsehschauspieldebüt gab sie 2018 in fünf Episoden der Fernsehserie Wanderlust in der Rolle der Mimi Brookes. Im Folgejahr mimte sie die Rolle der Audrey Steele in zwei Episoden der Fernsehserie Doctors. 2020 trat sie in zwei Episoden der britisch-deutschen Fernsehserienproduktion Pan Tau in der wiederkehrenden Rolle der Sarabel auf. Seit 2022 verkörpert sie in der Fernsehserie Der Herr der Ringe: Die Ringe der Macht die Rolle des Hobbits Magsame „Magsi“ Stolzfreund (im Original Poppy Proudfellow). 2024 sprach sie verschiedene Rollen im Computerspiel Black Myth: Wukong.
Als Theaterschauspielerin wirkte sie unter anderen an den Stücken Fame und Alice Through the Looking Glass des Theatre Studio West unter der Regie von Julie Saunders mit.

## Filmografie (Auswahl)
- 2018: Wanderlust (Fernsehserie, 5 Episoden)
- 2019: Doctors (Fernsehserie, 2 Episoden)
- 2020: Pan Tau (Fernsehserie, 2 Episoden)
- seit 2022: Der Herr der Ringe: Die Ringe der Macht (The Lord of the Rings: The Rings of Power, Fernsehserie)

## Synchronisationen (Auswahl)
- 2024: Black Myth: Wukong (游戏科学, Computerspiel)

## Theater (Auswahl)
- Fame, Regie: Julie Saunders, Theatre Studio West
- Alice Through the Looking Glass, Regie: Julie Saunders, Theatre Studio West